# Aleksandr Blinow
Aleksandr Blinow (ros. Александр Иванович Блинов, ur. 19 sierpnia 1954 w Frunze, zm. 9 lutego 2021we wsi Andriejewskoje) – radziecki jeździec sportowy. Dwukrotny medalista olimpijski z Moskwy.
Specjalizował się w Wszechstronnym Konkursie Konia Wierzchowego. Igrzyska w 1980 były jego jedyna olimpiadą. W konkursie indywidualnym zajął drugie miejsce, w drużynie triumfował. Partnerowali mu Siergiej Rogożin, Jurij Salnikow i Walerij Wołkow. W igrzyskach tych udziału nie brali jeźdźcy z niektórych krajów Zachodu, należący do światowej czołówki.

## Starty olimpijskie (medale)
Moskwa 1980
- WKKW, konkurs drużynowy (na koniu Galzun) –  złoto
- WKKW, konkurs indywidualny (Galzun) –  srebro